# Rothschildia gounelli
Rothschildia gounelli är en fjärilsart som beskrevs av Eugène Louis Bouvier 1936. Rothschildia gounelli ingår i släktet Rothschildia och familjen påfågelsspinnare. Inga underarter finns listade.